# 2 Gwardyjska Dywizja Zmechanizowana
2 Gwardyjska Tamańska Dywizja Zmechanizowana im. M. Kalinina (ros. 2-я гвардейская мотострелковая Таманская ордена Октябрьской Революции Краснознамённая, ордена Суворова дивизия имени М. И. Калинина) – związek taktyczny Sił Zbrojnych ZSRR i Rosji.

## Historia
2 Dywizja Zmechanizowana wywodzi się ze sformowanej w 1941 roku 2 Gwardyjskiej Tamańskiej Dywizji Strzeleckiej im. M. Kalinina, po której odziedziczyła tytuły wyróżniające i ordery. W 1953 roku 2 Dywizję Strzelecką przeformowano w 23 Dywizję Zmechanizowaną. Na mocy Rozkazu Ministra Obrony ZSRR Nr 000147 z dnia 17 listopada 1964 roku 23 Dywizja Zmechanizowana została przemianowana na 2 Gwardyjską Tamańską Dywizję Zmechanizowaną. 
W 1983 roku ze składu dywizji wyprowadzono 404 Gwardyjski pułk zmechanizowany, który przeformowano w 27 Gwardyjską Brygadę Zmechanizowaną.
W 1991 dywizja dostała rozkaz wjechania do Moskwy w celu wsparcia puczu sierpniowego, jednak już pierwszego dnia przeszła ona na stronę sił demokratycznych z Borysem Jelcynem na czele, mając tym samym wpływ na niepowodzenie przewrotu. Nieco ponad dwa lata później, jako jednostka wojskowa Federacji Rosyjskiej wzięła udział w szturmie na Biały Dom w 1993 roku. Od 1999 roku brała udział w działaniach wojennych w Czeczenii. 
15 maja 2009 roku, w związku z reformą Sił Zbrojnych FR, 2 Dywizja Zmechanizowana przeformowana została w 5 Gwardyjską Tamańską Brygadę Zmechanizowaną z zachowaniem nazw wyróżniających i orderów.  
4 maja 2013 roku na bazie 5 Brygady Zmechanizowanej ponownie sformowano 2 Dywizję Zmechanizowaną. Podporządkowano ją dowództwu 1 Gwardyjskiej Armii Pancernej.  
Od początku swojego istnienia dywizja wystawia corocznie pododdziały piesze i sprzęt wojskowy do defilad na Placu Czerwonym w Moskwie.
Według niektórych analityków, w 2015 dywizja wzięła udział w konflikcie we wschodniej Ukrainie, gdzie walczyła w pobliżu Mariupola. Informacje te odrzuca Ministerstwo Obrony Federacji Rosyjskiej.
W 2022 roku wzięła udział w inwazji Ukrainę, gdzie na początku walczyła o zdobycie Charkowa, a następnie uczestniczyła w oblężeniu Czernihowa. Miasta nie udało się zająć ze względu na wycofanie się Rosjan z północnych rejonów kraju.

## Skład
- Dowództwo i sztab;
- 1 Gwardyjski Sewastopolski pułk zmechanizowany;
- 15 Gwardyjski Szawliński pułk zmechanizowany;
- 1 Gwardyjski Czortkowski pułk czołgów im. M. Katukowa;
- 147 Gwardyjski Symferopolski pułk artylerii samobieżnej;
- 1117 pułk rakiet przeciwlotniczych;
- 1174 samodzielny dywizjon artylerii przeciwpancernej;
- 136 samodzielny Gwardyjski batalion rozpoznawczy;
- 211 samodzielny Gwardyjski batalion inżynieryjny;
- 47 samodzielny Gwardyjski batalion łączności;
- 1063 samodzielny Gwardyjski batalion zabezpieczenia materiałowo-technicznego;
- 370 samodzielny batalion medyczny;
- samodzielna kompania Bezzałogowych Statków Powietrznych;
- samodzielna kompania Walki Radioelektronicznej;
- samodzielna kompania chemiczna;
- samodzielna kompania ewakuacyjna.

## Dowódcy dywizji
- gen. mjr Iwan Wołoszyn (1964 — 1965)
- gen. mjr Iwan Tieniszew (1965 — 1968)
- gen. mjr Jurij Chworostjanow (1968 — 1977)
- gen. mjr Giennadij Łobaczow (1977 — 1979)
- gen. mjr Władysław Podkownicyn (1979 — 1982)
- gen. mjr Leonid Zołotow (1982 — 1985)
- gen. mjr Aleksandr Marjin (1985 — 1988)
- gen. mjr Walerij Marczenkow (1988 — 1992)
- gen. mjr Walerij Jewniewicz (1992 — 1995)
- gen. mjr Jewgienij Łaziebin (1996 — 1998)
- płk Grigorij Łoktionow (1998 — 2000)
- gen. mjr Aleksandr Studenikin (2000 — 2001)
- gen. mjr Andriej Głuszczenko (2001 — 2007)
- płk Aleksandr Czajko (2007 — 2009)
- gen. mjr Andriej Syczewoj (2013 — 2014)
- gen. mjr Aleksandr Sanczik (2014 — 2015)
- gen. mjr Andriej Piatajew (2015 — 2018)
- gen. mjr Jewgienij Nikitin (2018 — 2020)
- gen. mjr Siergiej Miedwiediew (2020 — )

## Odznaczenia i tytuły honorowe
2 Gwardyjska Tamańska Dywizja Zmechanizowana odziedziczyła po 2 Gwardyjskiej Tamańskiej Dywizji Strzeleckiej Ordery Czerwonego Sztandaru i Suworowa, tytuł honorowy „Gwardyjska”, nazwę wyróżniającą „Tamańska” oraz patrona – Michaiła Kalinina. 
Za osiągnięcia w wyszkoleniu bojowym i politycznym 2 Dywizja Zmechanizowana nagradzana była m.in. Leninowskim Dyplomem Honorowym, Znakiem Honorowym KC KPZR, Prezydium Rady Najwyższej i Rady Ministrów ZSRR, Proporcem Ministra Obrony ZSRR.
26 marca 1985 roku dywizja została odznaczona Orderem Rewolucji Październikowej.